# Anton Pain Ratu
Anton Pain Ratu, né le 2 septembre 1929 à Tanah Boleng dans la province des petites îles de la Sonde orientales et mort le 6 janvier 2024, est un prélat indonésien,  évêque d'Atambua en Indonésie de 1987 à 2007.

## Biographie
Il est tout d'abord ordonné prêtre le 17 août 1958 pour la congrégation Société du Verbe-Divin.
Il est consacré évêque le 21 septembre 1982 par Mgr Theodorus van den Tillaart, et son dernier titre est : Évêque d'Atambua.
Anton Pain Ratu meurt le 6 janvier 2024 à l’âge de 94 ans.

## Évêque
Jean-Paul II le nomme Évêque auxiliaire d'Atambua le 2 avril 1982, puis Évêque d'Atambua le 3 février 1984